# Chasan Iwanow
Chasan Talibowicz Iwanow (ros. Хасан Талибович Иванов, ur. w lipcu 1918 we wsi Staryj Czeriek w Kabardo-Bałkarii, zm. 26 lutego 1972 w Nalczyku) – radziecki żołnierz, starszy porucznik, Bohater Związku Radzieckiego (1945).

## Życiorys
Urodził się w kabardyjskiej rodzinie chłopskiej. Uczył się w szkole rolniczej i w Instytucie Metali Kolorowych we Władykaukazie, który ukończył zaocznie w 1939.
W październiku 1939 został powołany do Armii Czerwonej, służył w Leningradzkim Okręgu Wojskowym, po ataku Niemiec na ZSRR walczył na froncie. W lipcu 1941 został ranny, po wyleczeniu skierowany na szkolenie, skończył kursy młodszych lejtnantów Frontu Leningradzkiego i został dowódcą plutonu szkolnego, od stycznia 1944 należał do partii komunistycznej. W lipcu 1944 został dowódcą kompanii 133 leningradzkiego pułku 72 Dywizji Strzeleckiej, we wrześniu 1944 brał udział w walkach w Estonii, od grudnia 1944 walczył na 1 Froncie Ukraińskim, w styczniu 1945 uczestniczył w operacji sandomiersko-śląskiej (część ofensywy wiślańsko-odrzańskiej). 24 stycznia 1945 dowodzona przez niego kompania 133 pułku strzelców z 72 Dywizji Strzeleckiej w składzie 21 Armii i 1 Frontu Ukraińskiego jako jedna z pierwszych jednostek Armii Czerwonej przekroczyła Odrę w rejonie Opola, zajmując przyczółek i zabijając niemal stu Niemców; starszy lejtnant Iwanow został wówczas ciężko ranny.
W grudniu 1946 został zwolniony z armii z powodu kalectwa, później był m.in. dyrektorem kabardyjskiego muzeum i deputowanym do Rady Najwyższej Kabardyno-Bałkarskiej ASRR i do rady miasta Nalczyk. Jego imieniem nazwano ulicę w Nalczyku i Starym Czereku.

## Odznaczenia
- Złota Gwiazda Bohatera Związku Radzieckiego (10 kwietnia 1945)
- Order Lenina (10 kwietnia 1945)
- Order Czerwonej Gwiazdy

I medale.